# Scorpaena sonorae
Scorpaena sonorae är en fiskart som beskrevs av Oliver Peebles Jenkins och Barton Warren Evermann, 1889. Scorpaena sonorae ingår i släktet Scorpaena och familjen Scorpaenidae. IUCN kategoriserar arten globalt som livskraftig. Inga underarter finns listade i Catalogue of Life.